# توماس كومان (سياسي)
توماس كومان هو قاضي وسياسي أمريكي، ولد في 1836 في جزيرة أيرلندا في جمهورية أيرلندا، وتوفي في 22 أكتوبر 1909 في نيويورك في الولايات المتحدة. نشط حزبياً في الحزب الديمقراطي. وقد انتخب عمدة مدينة نيويورك.